# 菊池市立七城中学校
菊池市立七城中学校（きくちしりつ しちじょうちゅうがっこう）は、熊本県菊池市七城町甲佐町にある公立中学校。

## 沿革
- 1947年（昭和22年）- 加茂川・砦・清泉村組合立西菊池中学校創立
- 1954年（昭和29年）- 七城村立西菊池中学校と改称
- 1966年（昭和41年）- 七城村立七城中学校と改称
- 1968年（昭和43年）- 七城町立七城中学校と改称
- 2005年（平成17年）- 菊池市立七城中学校と改称

## 歴代校長
- 久米野千晶（2023年～）前球磨教育事務所主幹

## クラブ活動
- 女子バスケットボール部
- 女子テニス部
- 男子テニス部
- 吹奏楽部
- 野球部

## バカボンのパパ
漫画「天才バカボン」の登場人物であるバカボンのパパは、七城中学校出身という設定になっている。これは作者の赤塚不二夫が設定について、「フジオ・プロの人間で出身中学が一番遠いところにしよう」と提案し、漫画家で当時赤塚のアシスタントだった近藤洋助の母校である七城中学校が選ばれたためである。
2010年3月には卒業製作として、正門脇に「これでいいのだ!!」という文言と共にバカボンのパパの絵が描かれた石碑が建てられている。

## 学校周辺
- 迫間川
- 熊本県道139号旭志鹿本線
- 熊本県道53号植木インター菊池線